# Eduardo Matte
Eduardo Matte Pérez (Santiago 1847 - aldaar 1902) was een Chileens advocaat en politicus.

## Biografie

### Achtergrond, opleiding en vroege carrière
Hij was afkomstig uit het invloedrijke geslacht Matte. Zijn vader was de bankier en politicus Domingo Matte Mesías (1812-1893) en zijn moeder was Rosario Pérez Vargas. Een aantal van zijn broers vervulden prominente rollen in het openbare leven. Augusto (1843-1913) was bankier, diplomaat en minister, Claudio (1858-1956) was wetenschapper, universiteitsbestuurder en filantroop en Ricardo (1860-1913) was minister. Hij studeerde rechten aan de Universiteit van Chili. Na zijn promotie in 1868 werkte hij als bedrijfsadvocaat voor verscheidene grote ondernemingen. Daarna was hij advocaat van de Banco Matte, de bank die door zijn vader was opgericht. 
Matte trouwde met Elvira Gormaz Aráoz en had elf kinderen. Zijn zoon Jorge Matte Gormaz (1876-1944) begaf zich in navolging van zijn vader in de politiek en was parlementariër en diplomaat. 

### Politieke carrière
Eduardo Matte behoorde tot de Partido Liberal Doctrinario (Doctrinair Liberale Partij). Hij vertegenwoordigde deze partij in de Kamer van Afgevaardigden (1873-1876; 1879-1891; 1894-1900). Gedurende zijn lidmaatschap van het lagerhuis was hij tussen 23 december 1896 en 2 juni 1897 voorzitter. Van 1900 tot zijn dood in 1902 was hij lid van de Senaat. In zijn hoedanigheid van parlementariër was hij lid van diverse commissies. 
In 1889 was hij minister van Buitenlandse Zaken, Eredienst en Kolonisatie onder president Balmaceda en in 1892 was hij minister van Binnenlandse Zaken onder president Montt.